# Synchronous Residual Time Stamp
Synchronous Residual Time Stamp (SRTS, zu deutsch etwa „synchrone Rest-Zeitstempel“) ist ein Verfahren, um bei isochroner Datenübertragung den Sender und Empfänger zu synchronisieren, auch wenn kein gemeinsames Taktsignal vorliegt. Das SRTS-Verfahren setzt einen Referenztakt im Sender und Empfänger voraus. Der Sender ermittelt die Differenz zwischen dem Referenztakt und dem Sendetakt und kodiert diese Information in dem Zeitstempel. Der Empfänger kann somit den Sendetakt ermitteln.
Bei der Asynchronous-Transfer-Mode-Übertragung wird das SRTS-Verfahren genutzt um aus dem CSI-Bit eines AAL-1 SAR (Segmentation and Reassembly) PDU Headers die Sendefrequenz herzustellen.
Angenommen, man kann {\displaystyle s} Zyklen der Sender Clock {\displaystyle f_{s}} in dem Zeitintervall {\displaystyle T} abarbeiten. Dann können in diesem Zeitintervall {\displaystyle n} Zyklen der B-ISDN Frequenz {\displaystyle f_{n}} durchlaufen werden. Dieser Wert {\displaystyle n} weicht von einem nominalen Wert {\displaystyle n^{*}} ab. Die Differenz {\displaystyle \delta n=(n-n^{*})} wird im CSI-Bit (Convergence Sublayer Indication) kodiert übertragen. Daraus kann der Empfänger das {\displaystyle n} wiederherstellen und die Senderfrequenz berechnen mit
{\displaystyle f_{s}={\frac {s}{n}}\cdot f_{n}}